# Adana (provins)
Adana är en provins i södra Turkiet, med kust mot Medelhavet. Befolkningen uppgår till strax över 2 miljoner varav en stor del är kurder. Provinsens huvudstad är Adana, och andra stora städer är Ceyhan och Kozan. İskenderunbukten är belägen vid provinsens sydöstra kust, och den norra delen utgörs av Taurusbergen. 

## Administrativ indelning
Provinsen är indelad i femton distrikt (İlçe):
- Aladağ, Ceyhan, Çukurova¹, Feke, İmamoğlu, Karaisalı¹, Karataş, Kozan, Pozantı, Saimbeyli, Sarıçam¹, Seyhan¹, Tufanbeyli, Yumurtalık, Yüreğir¹

¹Ingår i Adanas storstadskommun.